# Microsicus
Microsicus is een geslacht van kevers uit de familie somberkevers (Zopheridae).

## Soorten
Deze lijst is mogelijk niet compleet.
- M. obscura
- M. setosus
- M. variegata